# Lilian Hess
Lilian Hess geb. Löblich (* 14. August 1929 in Köthen; † 26. Oktober 2017 in Jena) war eine deutsche Biologin und zwischen 1950 und 1952 Abgeordnete des Thüringer Landtages.

## Leben
Hess wurde als Lilian Löblich 1929 in Köthen als Tochter eines Malers geboren. Nach der Volksschule besuchte sie mit Unterbrechungen bis 1948 in Köthen die Oberschule, auf der sie ihr Abitur bestand. Anschließend begann sie ein Studium der Biologie an der Friedrich-Schiller-Universität Jena, welches sie im April 1954 als Diplombiologin abschloss. Bereits vor dem Studienbeginn trat Lilian Hess im Mai 1948 sowohl in die Freie Deutsche Jugend als auch in die SED ein. Innerhalb der FDJ engagierte sich Hess an der Universität und war zeitweise Sekretärin der FDJ-Hochschulgruppe. Dieses Engagement führte dazu, dass die FDJ die damals noch ledige Löblich zu den Thüringer Landtagswahlen im Oktober 1950 als eine ihrer Kandidaten aufstellte. Nach der Landtagswahl vertrat Löblich die Jugendorganisation über die gesamte Wahlperiode im Thüringer Parlament. Zur ersten Landtagssitzung war sie mit 21 Jahren die jüngste Abgeordnete. Nach der Auflösung der Landtage im Sommer 1952 war Hess noch bis 1954 für die FDJ Abgeordnete im Bezirkstag des Bezirkes Gera. Während des Studiums lernte Löblich ihren Mann Ludwig Hess kennen, den sie am 23. Februar 1953 heiratete. Er war zwischen 1971 und 1988 Professor an der Jenaer Universität und langjähriger Direktor der dortigen Sektion Marxismus-Leninismus.
Lilian Hess arbeitete nach ihrem Studienabschluss bis zum April 1958 noch als Mitarbeiterin an der Uni Jena. Anschließend wechselte sie zum VEB Jenapharm. Nachdem sie von 1959 bis 1963 in Elternzeit war, arbeitete sie zunächst einige Monate bei der Urania in Jena. Ab 1964 bis zu ihrer Berentung am 14. August 1989 war sie als wissenschaftliche Mitarbeiterin im VEB Jenapharm im Bereich Forschung und Entwicklung in der Abteilung Biologische Forschung tätig. Mit ihrem Mann lebte sie bis zu ihrem Tod weiterhin in Jena.